# White Fawn's Devotion
White Fawn's Devotion: A Play Acted by a Tribe of Red Indians in America (en español: La Devoción de Cervatilla Blanca: una obra actuada por una tribu de pieles rojas en América) es un cortometraje mudo dramático de Estados Unidos filmado en 1910 . Si bien unos pocos especialistas creen que en la película trabaja la esposa de Young Deer, Lillian St. Cyr, conocida como Princesa Ala Roja en el papel de "Cervatilla Blanca", la actriz principal no encaja con la descripción de St. Cyr. La película fue filmada en New Jersey con una velocidad de 24 fotogramas por segundo.
White Fawn's Devotion es la película más antigua sobreviviente dirigida por un nativo de América del Norte. Fue una de los primeras películas filmadas en América por la empresa francesa Pathé. Un crítico escribió en el New York Dramatic Mirror que la película "es interesante si nos olvidamos que fue filmada en los paisajes de New Jersey" y acotó que "no queda claro donde es que encaja la devoción, ni en que consiste.".
En el 2008, la película fue incorporada al National Film Registry de Estados Unidos al considérasela "significativa desde el punto de vista cultural, histórico o estético".

## Trama
Cuando un colono de Dakota recibe la noticia de que heredará una gran fortuna, su esposa nativa americana se enfada. Creyendo que perderá a su marido si regresa al este, se apuñala con un cuchillo. Su esposo la encuentra y le quita el cuchillo, pero su hija lo ve con el cuchillo en la mano ya su madre aparentemente muerta. La niña, creyendo que su padre cometió el asesinato, alerta al pueblo indio cercano. Luego, varios indios entablan una larga persecución con el colono. Cuando el colono es capturado, los indios intentan ejecutarlo pero White Fawn milagrosamente revive e informa a los indios de la verdad. Este final, en el que una pareja interracial termina junta, es un hecho raro para este período de producción cinematográfica.

## Producción
Se creía que James Young Deer (también conocido como J. Younger Johnston o James Young Johnson), el director y escritor no acreditado de White Fawn's Devotion, fue el primer director de cine nativo americano. Sus antepasados eran miembros del pueblo Nanticoke de Delaware. Young Deer fue contratado por Pathé Frères como director y guionista y frecuentemente trabajó en colaboración con su esposa actriz Lillian St. Cyr, también conocida por su nombre artístico de Princesa Ala Roja. De los más de 100 cortometrajes y algunos largometrajes que hizo, White Fawn's Devotion es una de las menos de 10 películas de Young Deer que han sobrevivido.